# Territorialità (comunicazione non verbale)
Territorialità è un termine associato alla comunicazione non verbale che si riferisce a come le persone usano lo spazio (territorio) per comunicare il possesso o l'occupazione di aree e possedimenti. Il concetto antropologico si dirama dalle osservazioni dei comportamenti relativi al possesso e alla proprietà negli animali. Lo spazio personale può essere considerato uno bolla con una persona al centro, che forma un'area che la persona non desidera essere invasa.
Un esempio di dimostrazione della territorialità potrebbe essere la dimensione della macchina. Guidare un camion di grandi dimensioni come un Ford F-350 potrebbe comunicare il valore di possedere un sacco di spazio sull'autostrada. Tuttavia, guidare una macchina piccola come Smart, potrebbe non comunicare alcun bisogno di occupare così tanto spazio. Un altro esempio sono gli studenti mentre si siedono in classe. Ad alcuni studenti piace diffondere lo zaino e i libri in modo da far sapere agli altri studenti che non vogliono che gli altri si siedano accanto a loro. Questi studenti sembrano apprezzare il fatto di avere molto spazio per se stessi. D'altra parte, alcuni studenti tengono i loro libri e le loro borse vicino a loro, rendendo consapevoli gli altri di non aver problemi a condividere lo spazio con altri studenti.
Il termine ha stimolato Edward T. Hall per creare la parola prossemica, che comunque si riferisce a come le persone usano lo spazio, ma non necessariamente a come le persone comunicano la proprietà territoriale.